# Подборшт-при-Коменді
Подборшт-при-Коменді (словен. Podboršt pri Komendi) — поселення в общині Коменда, Осреднєсловенський регіон, Словенія. Висота над рівнем моря: 347,5 м.